# Carlos Cabra
Carlos Cabra, né en 1968 à Jerez de la Frontera, est un acteur espagnol de théâtre, de cinéma et de télévision.

## Biographie
Carlos Cabra commence dans le théâtre amateur à 12 ans. Il s'est essayé au mime, à l'opéra, et au vaudeville. Il a reçu une partie de sa formation d'acteur en France. Il a joué pour des séries télévisées françaises et italiennes. Il joue dans des séries diffusées sur Netflix.

## Théâtre
- Rafael Alberti, un compromiso con el pueblo, Compañía la Cuadra Sevilla, Teatro Salvador Távora[3].
- Las bacantes, dans le rôle de Pentéo, sous la direction de Salvador Távora[3].
- Llanto, dans le rôle d'Ignacio, sous la direction de Concha Távora[3].
- T.O.C, compagnie théatre des chimères, (Biarritz)[3].

## Filmographie

### Films
- 2009 : Madre amadísima (es)
- 2013 : Alacrán enamorado : Mario
- 2015 : Felices los que lloran : Padre Mario Mara
- 2017 : Le Serpent aux mille coupures : Barrera
- 2019 : Adiós : Pepe El Rata
- 2019 : L'Échappée sauvage : conducteur d'autobus
- 2020 : El verano que vivimos (es) : Capataz
- 2020 : Rosalinda : Corino
- 2022 : Libélulas (en) : gitan

### Téléfilms
- 2004 : La Classe du brevet
- 2008 : Une enfance volée : L'Affaire Finaly : passeur basque
- 2013 : Ciudadano Villanueva

### Séries télévisées
- 2006 : Commissaire Cordier : Ramos
- 2006 : El comisario (en)
- 2007 : Amar en tiempos revueltos : voleur
- 2008 : 2 de mayo, la libertad de una nación (en)
- 2010 : Julie Lescaut : Bessera
- 2014-2021 : Cuéntame cómo pasó
- 2015 : Mar de plástico
- 2019 : La casa de papel : Justino
- 2019 : Toy Boy
- 2021 : Libertad (en) : González
- 2022-2023 : La novia gitana (es) : El Capi
- 2023 : Jack Ryan : Emilio Peréz
- 2023-2024 : Amar es para siempre : Julio

### Courts métrages
- 2008 : The Maze El Laberinto
- 2009 : Ferreus 2.0
- 2010 : Sentido obligatorio : Guillaume
- 2013 : Me llaman búho : Santiago